# Englandsstenarna
Englandsstenarna är de runstenar som restes till minne av nordmän (skandinaver) som deltog i krigsoperationer i England.

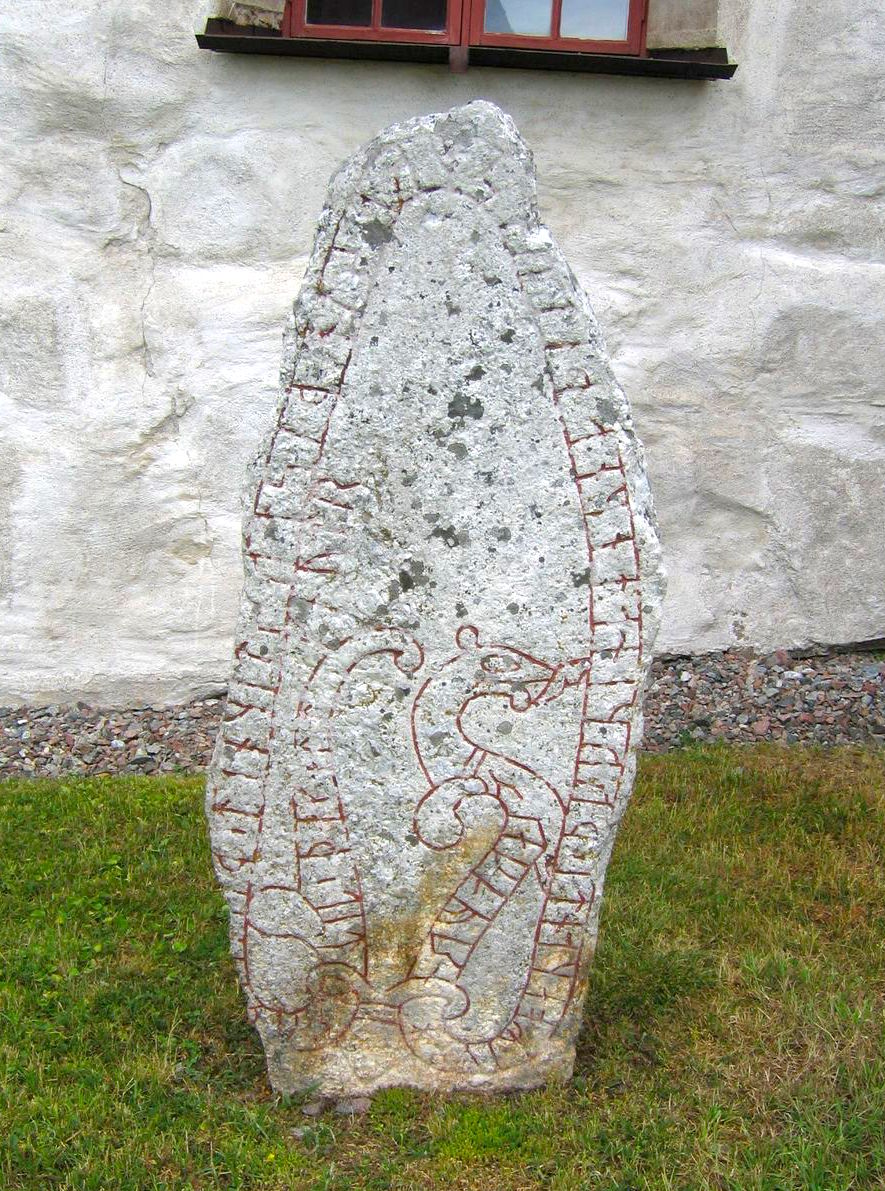
Orkestastenen (U 344) är en av de mest bekanta av Englandsstenarna.

Manfallet vid striderna i England var mycket stort och merparten av de sörmländska stenarna är resta över män som stupat. Egendomligt nog är alla utom en av de uppländska Englandsstenarna resta över män som kommit hem välbehållna. Samma skillnad finns på västerfärdsstenarna (dvs. sådana stenar som inte uttryckligen nämner England men som troligen avser England). En rimlig förklaring är att runstensseden i Uppland kom igång för sent för att de som dött under englandskrigen skulle ihågkommas på detta sätt.

## Galleri

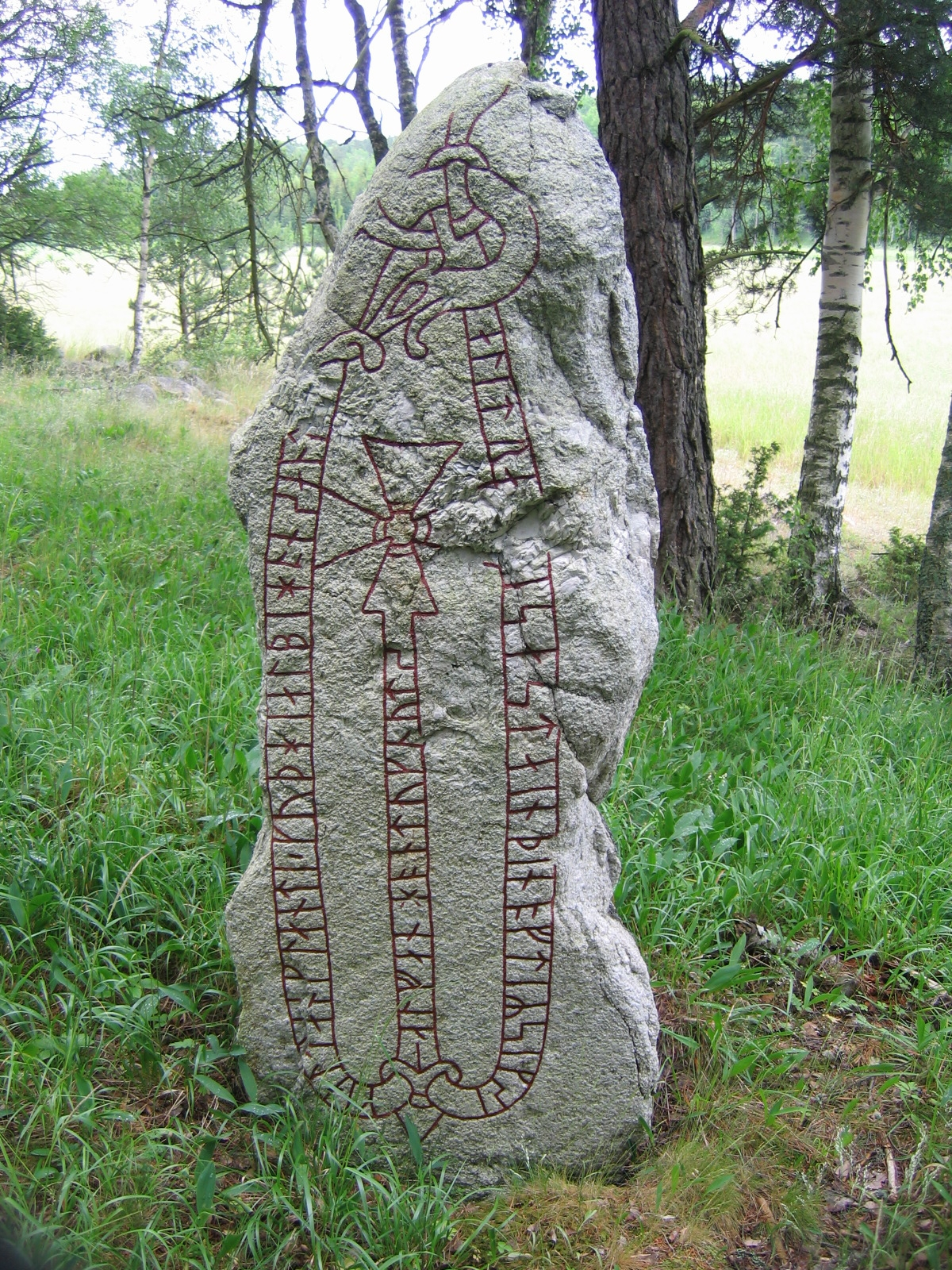
U 194.
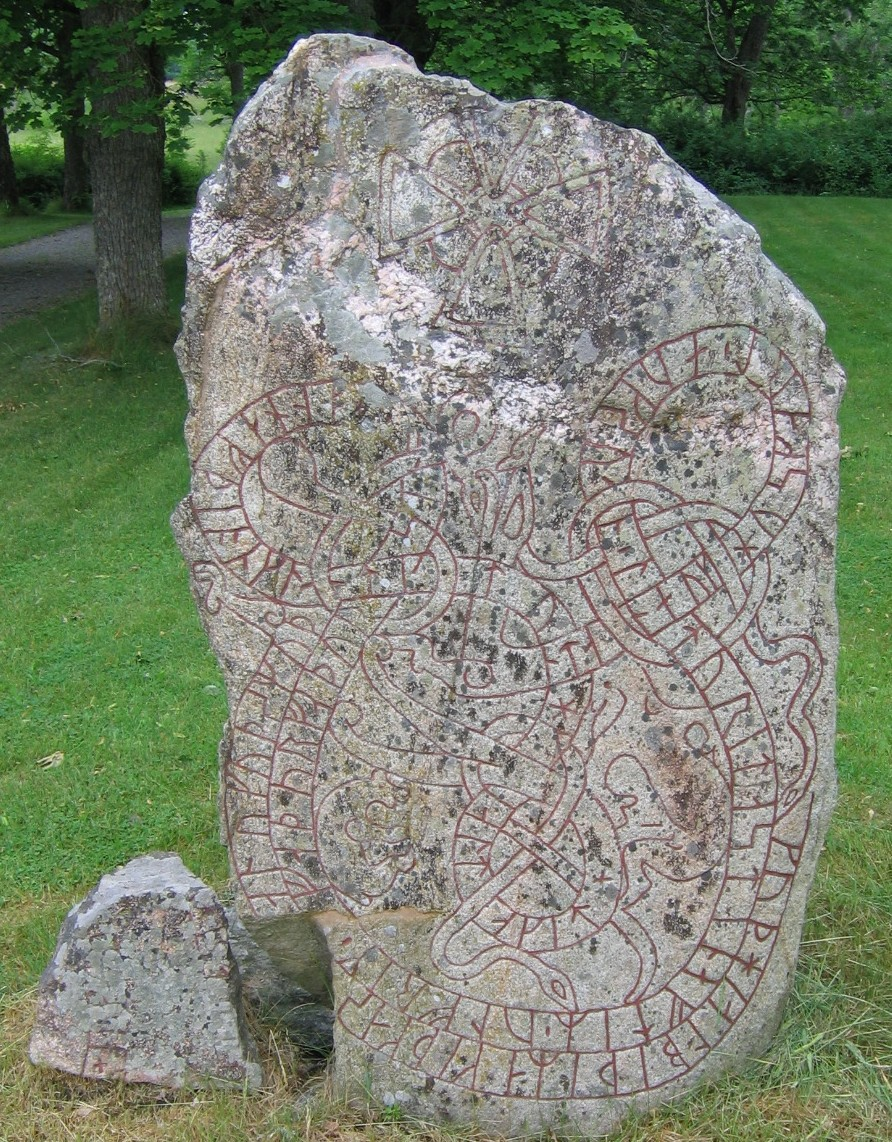
U 241.
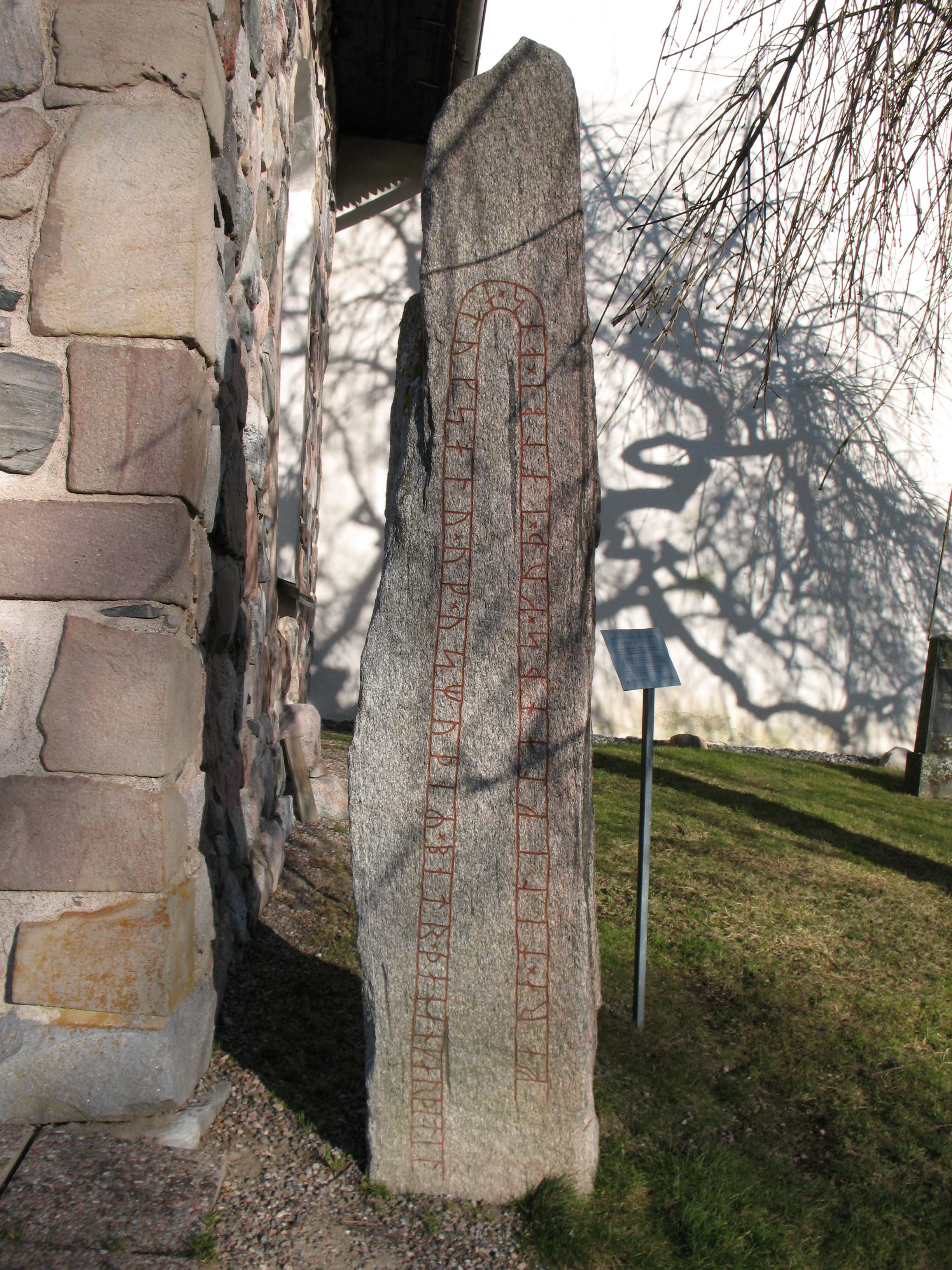
U 539.
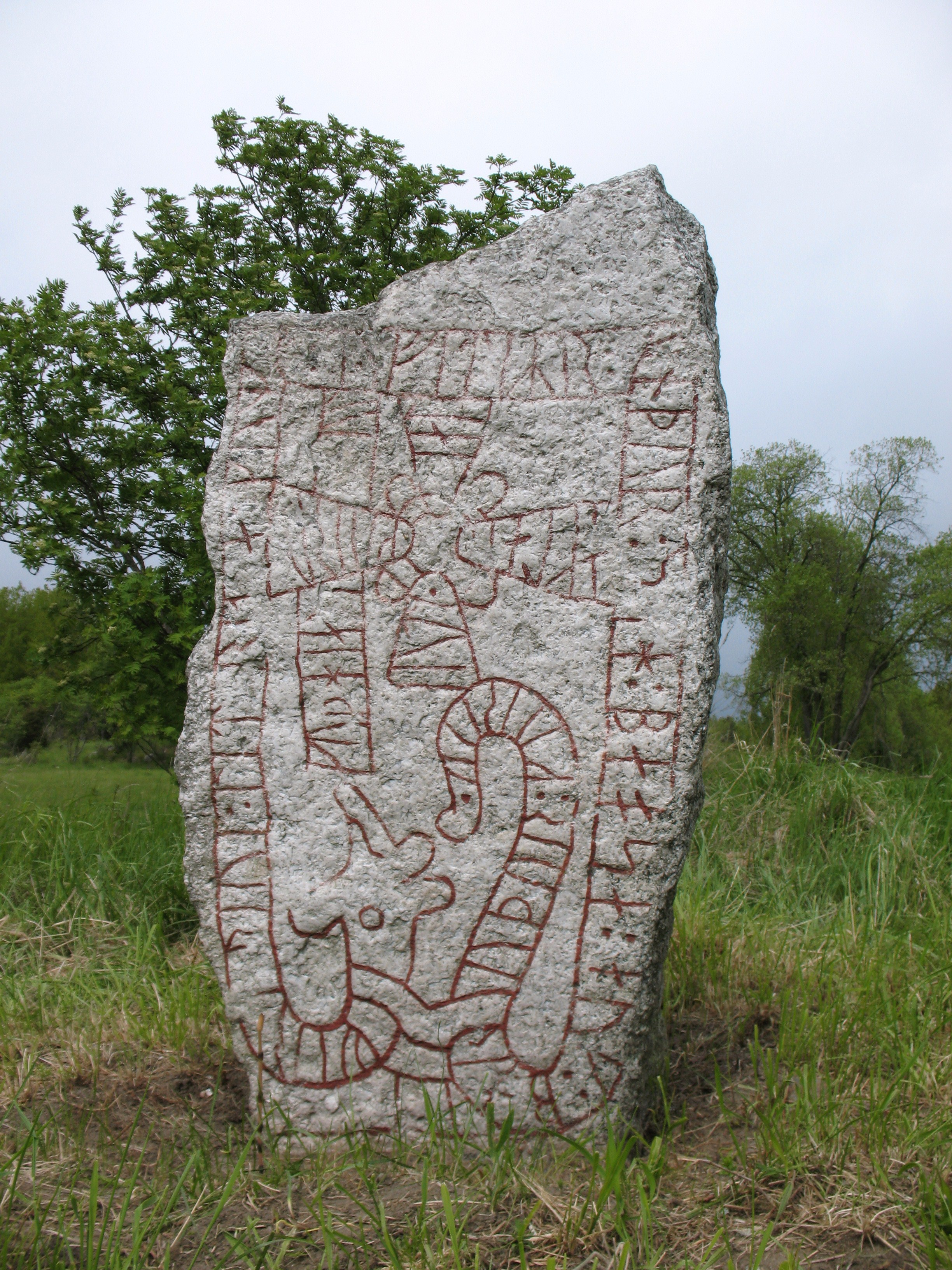
U 616.
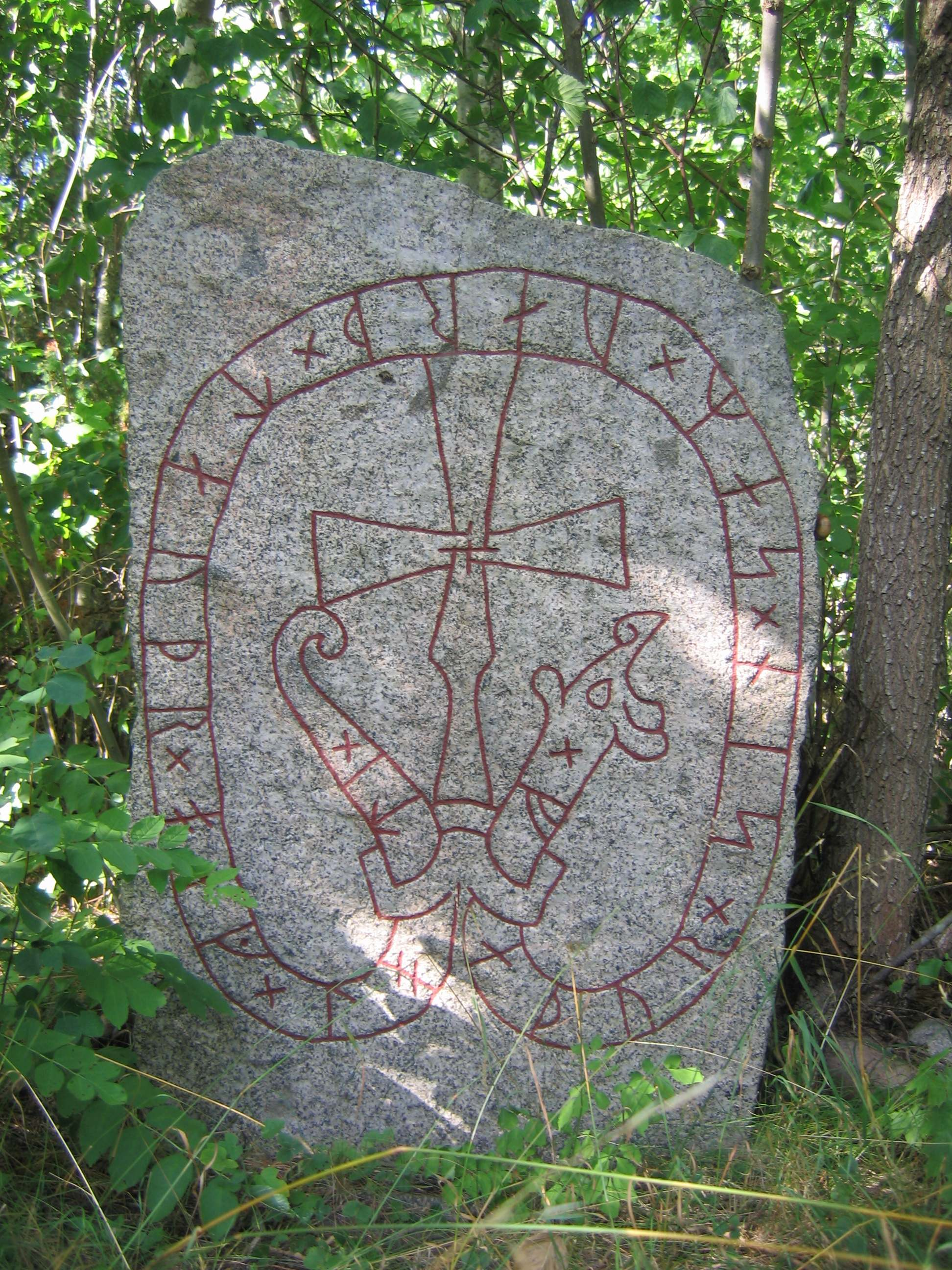
U 812.

## Lista över runinskrifterna
- U 194
- U 241
- U 344
- U 539
- U 616
- U 812
- U 978
- U 1181
- Sö 46
- Sö 55
- Sö 83
- Sö 160
- Sö 166
- Sö 207
- Vs 5
- Vs 9
- Vs 18
- Gs 8
- Ög 104
- Ög Fv1950;341
- Sm 5
- Sm 27
- Sm 29
- Sm 77
- Sm 101
- Sm 104
- Vg 20
- Vg 187
- DR 337
- DR 6
- N 184